# Carlo Mattogno
Carlo Mattogno, né en 1951 à Orvieto, est un militant négationniste italien.
Tenant d'un antisémitisme radical, il est essentiellement actif dans diverses publications de l'extrême droite néo-fasciste et néo-nazie.

## Biographie
L'éventuelle formation académique de Carlo Mattogno n'est connue qu'à travers les sites négationnistes selon lesquels il aurait tout à la fois « étudié le latin, le grec, la philosophie, l'orientalisme et la religion », sans qu'il soit possible de déterminer quels seraient ses diplômes et ses qualifications.
Il se fait connaître d'abord en 1985 avec deux ouvrages : The Myth of the Extermination of the Jews et The Gerstein Report-Anatomy of a Fraud.  Il participe de 1998 à 2002 au comité éditorial de la revue négationniste Journal of Historical Review de l'Institute for Historical Review ainsi qu'à ses conférences annuelles, et poursuit en copubliant plusieurs ouvrages avec le militant néonazi Jürgen Graf. Auteur prolifique, il multiplie les publications notamment dans les organes de l'extrême-droite néo-fasciste italienne : Sentinella d'Italia (« parmi la trentaine d'éditeurs d'extrême droite italiens, [...] l'un des plus antisémites et pronazis » selon René Monzat), les éditions La Sfinge aux côtés de l'ancien Waffen-SS Thies Christophersen ainsi que la revue Orion où il succède en 1986 à Claudio Mutti aux commandes de la rubrique « Judaïsme, contre-histoire, extermination ».
Tenant d'un antisémitisme radical « à fondement ontologique », dans la lignée de Julius Evola et de René Guénon, il y développe un argumentaire (ou « élucubration métaphysique » selon Monzat) selon lequel le concept de Yahveh Dieu unique et d'Israël peuple élu serait à l'origine d'une « subversion mondiale hébraïque » et identifierait les Juifs au « racisme », à la pratique d'une « double morale », à la « destruction de toute tradition non hébraïque » et de « toute forme politique et de toute autorité non hébraïque » et enfin à la « domination mondiale ».
Il contribue finalement en 1989 au numéro d'hommage à Hitler publié par la revue du CEDADE, « hitlérienne et "national-socialiste" » à l'occasion du centième anniversaire de la naissance de celui-ci.
Ses théories négationnistes, reproduisant pour l'essentiel le thème de la prétendue « impossibilité technique des chambres à gaz », déjà popularisé par Robert Faurisson, sont rejetées par le consensus historien.
En 1992, il publie La Prima Gasazione chez Edizione di Ar. Sa traduction en français sort en 1999 sous le titre Auschwitz : le premier gazage. Rumeurs et réalité, chez V.H.O. (Vrij Historische Onderzoek, Fondation européenne pour le libre examen historique).